# Nouveau stade de Los Cármenes
Le stade Nuevo Los Cármenes (en espagnol : Nuevo Estadio de Los Cármenes) est un stade multi-usage situé dans le quartier de Zaidín dans la ville de Grenade, en Espagne.
D'une capacité de 22 524 places, il fut construit en 1995 pour remplacer l'ancien stade vétuste en profitant de l'organisation du Championnat du monde de ski alpin 1996. Les cérémonies d'ouverture et de fermeture se déroulèrent dans l'enceinte. Il avait également pour fonction d'accueillir les matchs de la principale équipe de football de la ville, le Granada CF, qui évolue en Segunda División pour la saison 2024-2025.
D'une capacité initiale de 19 500 places, le club et la municipalité signèrent un accord en 2011 pour combler les coins par des tribunes supplémentaires provisoires en profitant de la montée du club en Première division augmentant ainsi la capacité à 22 524 spectateurs.

## Histoire
- Ouverture du stade le 16 mai 1995
- Inauguration du stade par un match amical le 6 juin 1995 entre le Real Madrid et le Bayer Leverkusen. Victoire 1-0 des Espagnols et premier but inscrit dans le stade par le Slovaque Peter Dubovský.
- Premier match officiel accueilli dans le stade pour une opposition entre l'Espagne espoirs et l'Arménie espoirs (4-0).

## Équipe nationale d'Espagne
La sélection espagnole a joué sept fois à Grenade, aussi bien dans l'ancien Los Cármenes que dans le Nuevo Los Cármenes. Elle y est pour l'instant invaincue. C'est dans le Nuevo Los Cármenes que David Villa est devenu meilleur buteur de la sélection, le 25 mars 2011 contre la République tchèque, dépassant les 44 buts de Raúl.

Les matches disputés par l'Espagne à Grenade :
| Date              | Adversaire | Score final | Compétition                   |
| 24 novembre 1971  | Chypre     | 7-0         | Éliminatoires de l'Euro 1972  |
| 26 avril 1978     | Mexique    | 2-0         | Amical                        |
| 25 mars 1981      | Angleterre | 3-2         | Amical (50 ans du Grenade CF) |
| 6 septembre 1995  | Chypre     | 6-0         | Éliminatoires de l'Euro 1996  |
| 23 septembre 1998 | Russie     | 1-0         | Amical                        |
| 20 novembre 2002  | Bulgarie   | 1-0         | Amical                        |
| 25 mars 2011      | Tchéquie   | 2-1         | Éliminatoires de l'Euro 2012  |